# Ospedale Ignazio Veris Delli Ponti
L'ospedale Ignazio Veris Delli Ponti è un presidio ASL della provincia di Lecce di I livello nel comune di Scorrano. Oltre ad essere il nosocomio di riferimento del comune è anche un ospedale di rilevanza storica.

## Storia

### Fondazione
L'ospedale viene fondato nel 1917 dai cittadini di Scorrano in memoria di Igniazio Delli Ponti, figlio della famiglia nobile di Giuseppina Delli Ponti, scomparso prematuramente all'età di 14 anni per un misterioso male; da allora grazie al finanziamento della famiglia Delli Ponti, e la manodopera cittadina nasce un piccolo nosocomio a Scorrano mirato ad accogliere tutti gli ammalati del bacino Scorrano-Maglie.
L'ospedale viene ufficialmente inaugurato al pubblico il 17 maggio 1926 con a capo il dott. Girolamo Catalano; diviene così uno dei primi centri ospedalieri pubblici del mezzogiorno.

### Periodo fascista
Nel periodo fascista il presidio viene ridimensionato e vengono istituiti degli enti per la presa a carico dei pazienti. L'ospedale in questo periodo viene classificato come "prefetto infermeria per malati acuti". Nel 1939 il tentativo di consorziare l'ospedale di Scorrano con quello di Maglie fallisce inspiegabilmente. L'ospedale inizia a subire un periodo di decadimento con la progressiva caduta del fascismo.

### Post-guerra
Dopo un periodo di decadimento, il nosocomio scorranese ritorna ad essere un punto di riferimento per la sanità del Salento ed il presidio viene ampliato adeguatamente. Con la direzione di Mario Malinconico e Vincenzo Elmo e con il patrocinio politico di Cosimo Abate e Giacinto Urso si prova a far qualificare il nosocomio come ospedale di III categoria.

### Dagli anni 70' ad oggi
Nella seconda metà degli anni '70 l'ospedale Veris delli Ponti raggiunge un certo prestigio a livello regionale ed interregionale e nel 1975, a seguito della riforma sanitaria per la costituzione delle ASL, il nosocomio scorranese viene annesso all'azienda sanitaria di Lecce, divenendo il secondo presidio per dimensioni dopo il Vito Fazzi di Lecce.
Oggi l'ospedale Veris Delli Ponti è il quinto ospedale per dimensioni della provincia e rappresenta un'eccellenza in gastroenterologia e cardiologia, con particolare attenzione alle patologie del pavimento pelvico.

## Organizzazione e reparti
- Pronto soccorso - Dipartimento emergenza e accettazione DEA
- Anestesia e rianimazione
- Analisi Chimico - Cliniche
- Cardiologia
- UTIC
- Chirurgia
- Centro pavimento pelvico
- Medicina interna e lungodegenza
  - Day Hospital
- Endoscopia Digestiva
- Farmacia
- Nefrologia e dialisi
- Genetica Medica
- Gastroenterologia
- Ostetricia e ginecologia
- Ortopedia
- Psichiatria
- Patologia clinica
- Radiodiagnostica
- Terapia del Dolore e Cure Palliative
- Urologia
- Settore pediatrico
  - Assistenza neonatologica
    - UTIN

  - DH pediatrico
  - Ambulatori

### Padiglioni
L'ospedale è organizzato in tre padiglioni:

#### Padiglione 1
È costituito dalle U.O. della direzione e dai poliambulatori. È il padiglione di origine, quello che fu inaugurato nel 1926.

#### Padiglione 2
È costituito da tutte le U.O. di ricovero ordinario e dalle chirurgie.

##### Pronto soccorso
All'interno del secondo padiglione vi è un settore dedicato alla medicina dell'emergenza-urgenze e alle accettazioni

#### Padiglione 3
È formato dai numerosissimi locali logistici e matutentivi.